# Jornal do Brasil
Le Jornal do Brasil est un quotidien brésilien de langue portugaise, fondé le 9 avril 1891 et publié à Rio de Janeiro.
Il est plus particulièrement lu par la classe moyenne et les « élites » résidant dans la partie méridionale de la cité de Rio.
Le Jornal do Brasil dispose d'une version électronique autonome, JB Online, et d'une agence de presse (dépêches, photographies, infographies), Agência JB.
Parmi les autres publications du groupe de presse, on peut citer la Gazeta Mercantil, quotidien économique et financier et Forbes Brasil, bimensuel généraliste de « haut de gamme ».

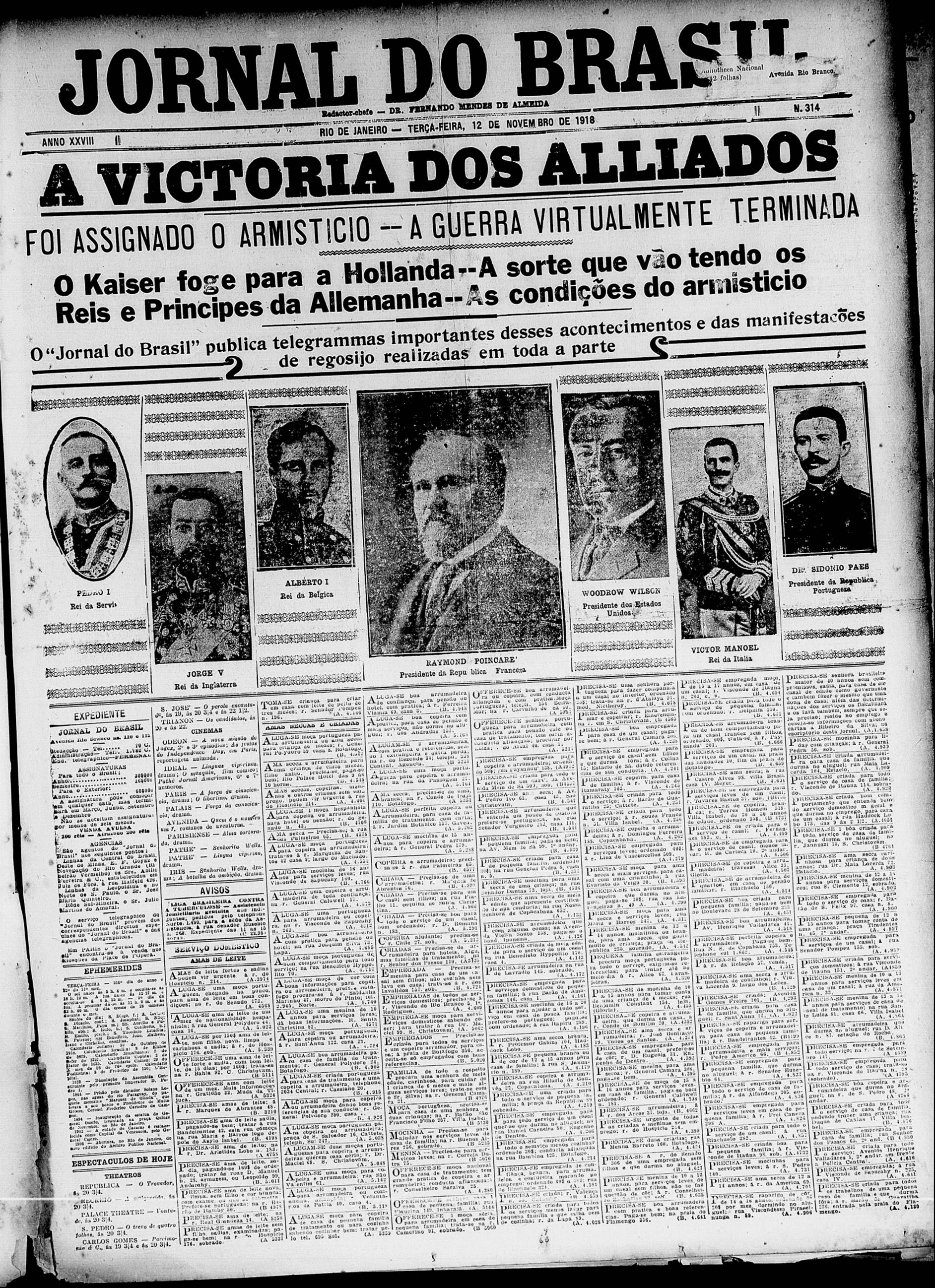
Une du Jornal do Brasil du 12 novembre 1918.
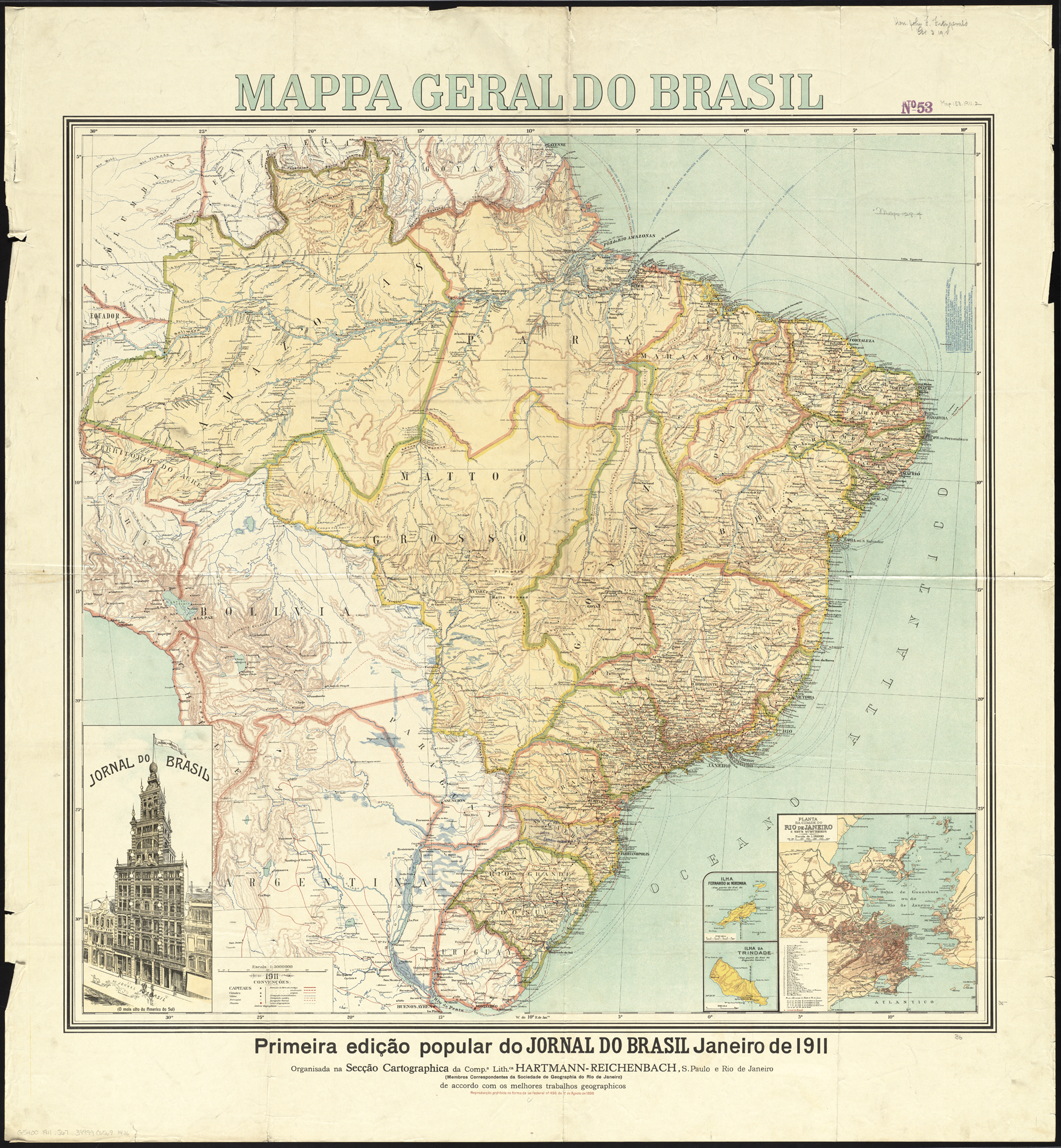
Carte du Brésil publiée dans le Jornal do Brasil en janvier 1911.